# آنا ماريا رانغل
     لشخصية أخرى تحمل اسم آنا ماريا، طالع آنا ماريا (توضيح).

آنا ماريا رانغل (بالبرتغالية: Ana Maria Rangel‏) من مواليد ريو دي جانيرو في 21 مايو عام 1957. هي سياسية برازيلية. وكانت مرشحة للانتخابات الرئاسية لعام 2006 من قبل الحزب الجمهوري التقدمي. حازت على 0,13 ٪ من مجموع الأصوات.
آنا ماريا رانغل يدير الحملة الانتخابية الرءاسيه للجدل. TSE الموافقة على ترشيحها أيام قصيرة من الموعد المحدد، وقالت انها غير قادرة على العمل بنشاط على تعزيز حملتها الانتخابية في حين كان TSE عقد جلسات مختلفة لتحديد ما إذا كان أو لا وقالت انها لن يسمح للتشغيل. المشاكل التي تنشأ عندما ضرب علنا رئيس برنامج التعمير ذو الأولوية، وحزبها. وانتقاما لذلك، رئيس برنامج التعمير ذو الأولوية عبثا حاولت أن تلغي ترشيحها.